# Trignac
 Trignac  es una población y comuna francesa, situada en la región de Países del Loira, departamento de Loira Atlántico, en el distrito de Saint-Nazaire y cantón de Montoir-de-Bretagne.
Creada en 1913 a partir de Montoir-de-Bretagne.

## Demografía
| ...                       | ... | ... | ... | ... | ... | ... | ... | ... | ... | ... | ... | ... | ... | ... | ... | ... | ... | ... | ... | ... | 5 679 | 5 937 | 5 671 | 5 336 | 3 947 | 6 223 | 6 917 | 7 076 | 7 253 | 7 180 | 7 020 | 6 956 | 7 092 | 7 225 |
| (Fuente: Cassini e INSEE) |     |     |     |     |     |     |     |     |     |     |     |     |     |     |     |     |     |     |     |     |       |       |       |       |       |       |       |       |       |       |       |       |       |       |